# میلاکس (کالیفرنیا)
میلاکس (به انگلیسی: Millux) یک منطقهٔ مسکونی در ایالات متحده آمریکا است که در شهرستان کرن، کالیفرنیا واقع شده‌است. میلاکس ۸۹ متر بالاتر از سطح دریا واقع شده‌است. اسم آن تکواژ چندوجهی از منطقه زراعی میلر و لاکس